# Kabardino-Balkarie
 (avril 2023).
Si vous disposez d'ouvrages ou d'articles de référence ou si vous connaissez des sites web de qualité traitant du thème abordé ici, merci de compléter l'article en donnant les références utiles à sa vérifiabilité et en les liant à la section « Notes et références ».
La république de Kabardino-Balkarie, Kabardino-Balkarie ou Kabardo-Balkarie (en russe : Кабарди́но-Балка́рская Респу́блика, Kabardino-Balkarskaïa Respoublika) est une république autonome située dans la région du Caucase. C’est l'une des sept républiques autonomes caucasiennes de la fédération de Russie (avec la Tchétchénie, le Daghestan, l'Ossétie du Nord-Alanie, l'Ingouchie, la Karatchaïévo-Tcherkessie et l'Adyguée) qui se trouvent pour l'essentiel au nord du territoire caucasien (Ciscaucasie).

## Géographie

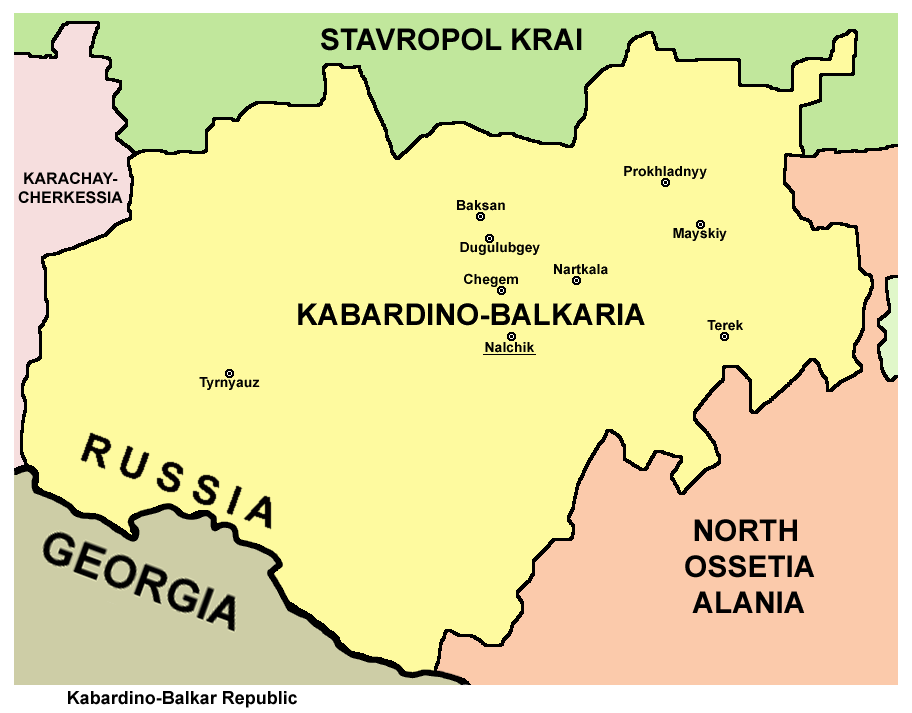
Carte de Kabardino-Balkarie

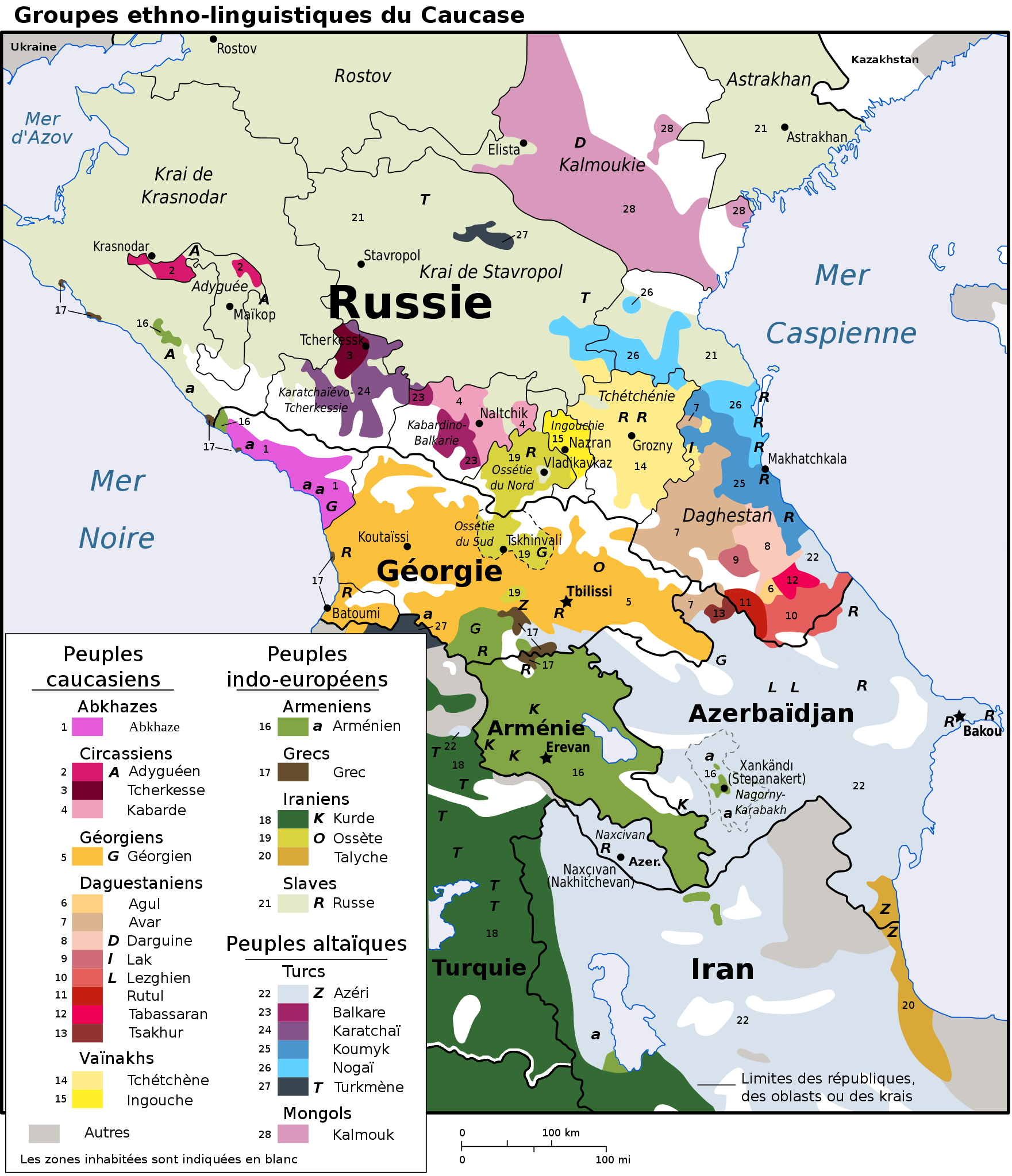
Ethnies et langues au Caucase.

### Situation
Le territoire de cette république autonome comptant 12 470 km2, s'étend sur le versant nord du Caucase, dont le point culminant, le mont Elbrouz ou EL'brouz ou Elbrous , en russe Эльбрус, Elbrous ou El'brous , en karatchaï-balkar Минги тау, Miñi taw, /miŋŋi taw/ et ses 5 642 m, s’élève au sud-ouest du pays.

## Histoire
- Le territoire est en grande partie l'héritier de la Kabardie formée entre le XVe et le XVIe siècle, ainsi que des terres peuplées de Balkars (peuple turcique).
- Annexion progressive par la Russie entre 1764 (construction de Mozdok, aujourd'hui en Ossétie) et 1857.
- 1er septembre 1921 : création de la région autonome des Kabardes ou Kabardins (Tcherkesses orientaux).
- 1922 : création de la région autonome de Kabardino-Balkarie.
- 5 décembre 1936 : création de la république socialiste soviétique autonome kabardino-balkare, dénommée entre 1944 et 1957 République socialiste soviétique autonome kabarde pendant la déportation de la plupart des Balkars, considérés comme peuple ennemi par Staline.
- 1942 : occupation de Naltchik et de la majeure partie de la RSSA kabardo-balkare par les armées allemandes, libérée au début 1943 par l'armée rouge. Staline fait déporter quelques mois plus tard la majorité des Balkars dans d'autres républiques soviétiques, pour des faits de collaboration avec les Allemands et les Turcs.
- 1957 : retour des Balkars.
- 30 décembre 1991 : tenue d’un référendum pour la création de la république de Balkarie : le congrès du peuple restaure l’État de Balkarie.
- 26 septembre 1992 : manifestation anti-russe à Naltchik, après l’arrestation du président de la « Confédération des peuples montagnards du Caucase » dans le contexte de la première guerre de Tchétchénie.

Le pays fait partie de la « poudrière caucasienne ». La liberté de la presse n’est actuellement pas respectée en Kabardino-Balkarie.

## Population et société
Naltchik, la capitale, avec ses 239 583 habitants en 2020 est la plus importante ville du pays. La deuxième ville, Prokhladny comptait 58 226 habitants en 2020.

### Démographie
| 2002    | 2010    | 2016    | - | - |
| ------- | ------- | ------- | - | - |
| 901 494 | 893 819 | 862 254 | - | - |

| Année | Fécondité | Fécondité urbaine | Fécondité rurale |
| ----- | --------- | ----------------- | ---------------- |
| 1990  | 2,45      | 2,04              | 3,10             |
| 1991  | 2,35      | 1,92              | 3,07             |
| 1992  | 2,16      | 1,74              | 2,83             |
| 1993  | 1,86      | 1,44              | 2,52             |
| 1994  | 1,79      | 1,38              | 2,44             |
| 1995  | 1,67      | 1,33              | 2,19             |
| 1996  | 1,56      | 1,23              | 2,06             |
| 1997  | 1,47      | 1,16              | 1,95             |
| 1998  | 1,44      | 1,15              | 1,87             |
| 1999  | 1,29      | 1,05              | 1,66             |
| 2000  | 1,26      | 1,06              | 1,58             |
| 2001  | 1,19      | 0,97              | 1,51             |
| 2002  | 1,19      | 0,99              | 1,49             |
| 2003  | 1,21      | 1,01              | 1,52             |
| 2004  | 1,24      | 1,06              | 1,52             |
| 2005  | 1,20      | 1,06              | 1,41             |
| 2006  | 1,25      | 1,09              | 1,49             |
| 2007  | 1,54      | 1,31              | 1,86             |
| 2008  | 1,62      | 1,46              | 1,81             |
| 2009  | 1,61      | 1,47              | 1,79             |
| 2010  | 1,66      | 1,52              | 1,83             |
| 2011  | 1,70      | 1,53              | 1,90             |
| 2012  | 1,83      | 1,71              | 1,96             |
| 2013  | 1,80      | 1,70              | 1,91             |
| 2014  | 1,83      | 1,65              | 2,02             |
| 2015  | 1,75      | 1,71              | 1,79             |
| 2016  | 1,72      | 1,67              | 1,77             |
| 2017  | 1,61      | 1,54              | 1,68             |

### Composition ethnique
En 2002, on recensait 55,3 % de Kabardes; 25,1 % de Russes; 11,6 % de Balkars; 1,1 % d'Ossètes; 0,8 % d'Ukrainiens et 6,1 % d'autres peuples.

## Économie

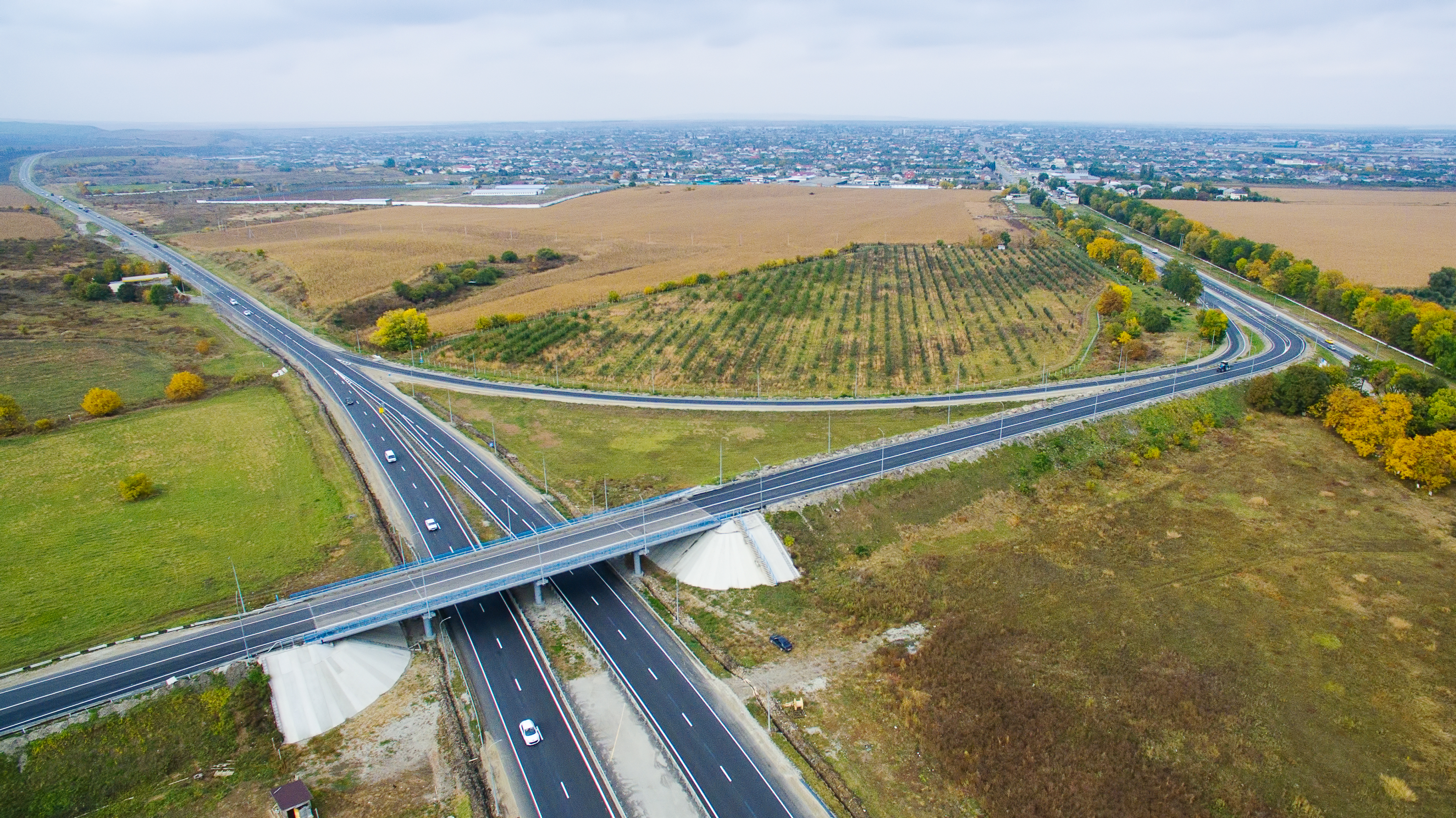
Route R217 et champs à Baksan.

On y pratique traditionnellement l’élevage des chevaux et des moutons. Dans les vallées fertiles, qui ont reçu un aménagement hydro-électrique, on cultive les céréales, la vigne et les agrumes.

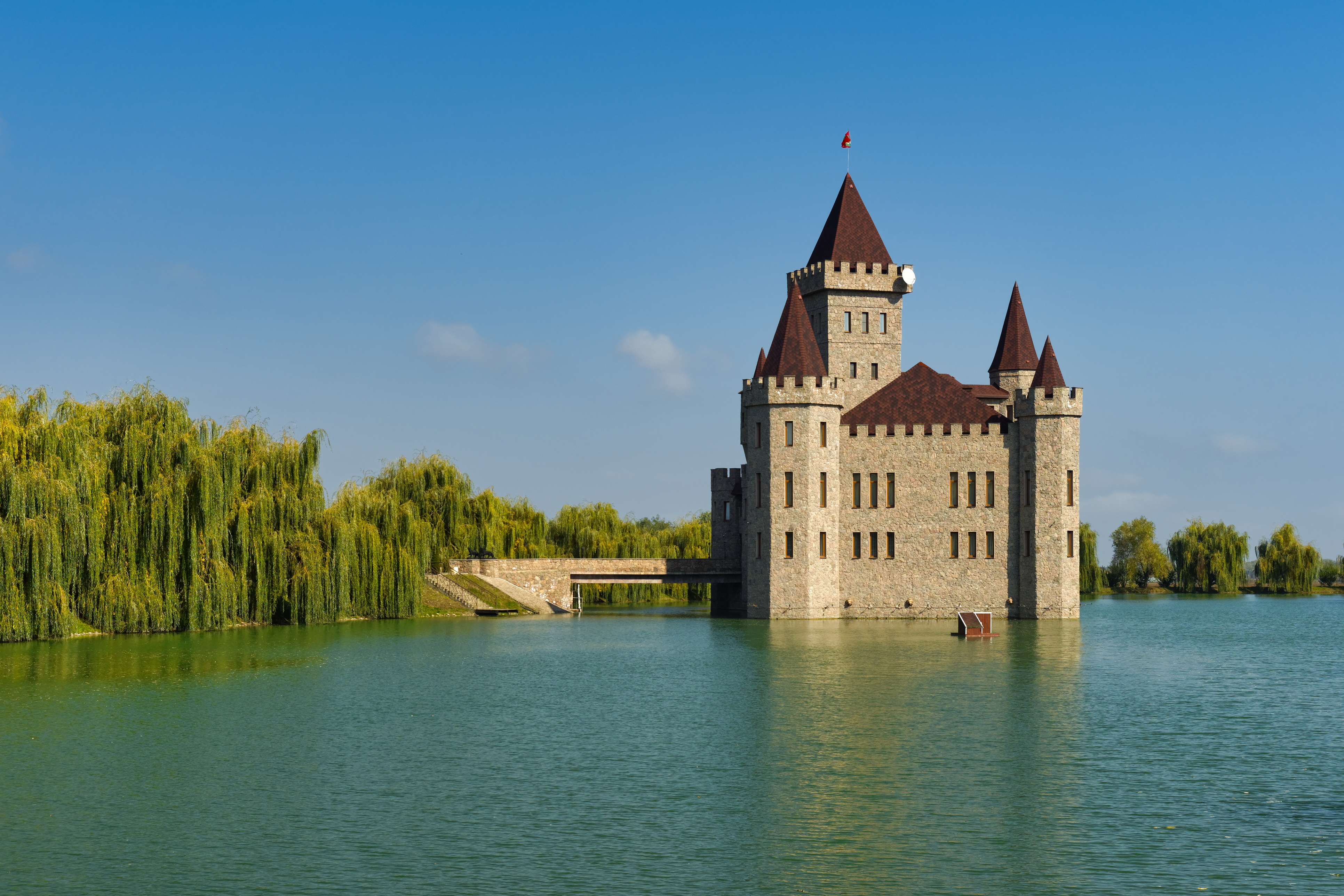
Château d'Erken.